# 陆焕生
陆焕生（1932年8月—2017年8月23日），男，江苏南通人，中华人民共和国水利工程师、官员。中共十三大代表，中共天津市第六次、第七次代表大会代表，天津市第十一届、十二届人民代表大会代表，政协天津市第九届、第十届委员会委员。

## 生平
1932年8月，生于江苏省南通市。是江苏省南通中学1951届高中毕业生。1954年5月加入中国共产党。1950年9月考入北洋大学（1951年改名为天津大学）水利系。1955年8月毕业后，留校从事教学及管理工作。其间参加了河北省潘家口水库、贵州省梭筛水电站等大中型水利工程设计。1957年被划为“右派分子”。
1966年4月，陆焕生响应国家号召，支援“三线”建设，到甘肃天水燎原风动工具厂工作，先后参与桥涵、隧洞、防洪堤等工程的结构设计和施工，主持设计建造了大跨度双曲拱桥、545米长隧洞、1400米长防洪堤等工程，以及工厂与职工宿舍之间近10公里的盘山路。在该厂工作期间，多次被评为先进工作者、技术能手。
1975年11月，陆焕生调回天津，历任天津市水利中等专业技术学校教师、副校长，天津市水利局副局长、局长等职务。1979年2月，撤销“右派分子”处分，恢复名誉。1981年，华北地区发生严重旱灾，陆焕生率技术干部深入一线预测地下水动态，并组织打井780眼，缓解了旱情。陆焕生还带队调查研究，总结推广节水经验，使天津市全市农业用水量同比减少约50%。他还参与了引滦入津工程建设，组织设计了相关的水利设施。他推进]计算机在天津市水利事业中的应用，使输水、防汛、抗旱工作实现了计算机控制监测。他还用业余时间编著了中国第一部《德汉水利水电工程词典》，翻译了《艰难地基条件下的基础工程》、《跨流域调水》、《坝工手册》等著作。他倡议创办了工程师外语学习班。他注意引进国外的先进技术和管理办法，1983年在水利部长江水利委员会主办的《人民长江》杂志刊文《加拿大跨流域调水对形态的影响》，并发表过其他介绍文章
1988年5月，陆焕生当选天津市人民政府副市长，兼任中共天津市委政法委副书记，主要分管农业、政法等工作。任内推进农村体制改革，推动落实家庭联产承包责任制，建立健全村级合作组织，推进农业适度规模经营。他注重农业综合开发，落实了中央的各项支农政策，推进村镇规划及副食品基地建设，任内天津市农业生产连续多年丰收，农民收入水平提高。他重视乡镇企业发展，推动制定税收优惠政策及产业结构调整，扩大企业规模。任中共天津市委政法委副书记期间，他贯彻中央精神和中共天津市委要求，坚持“严打”方针，组织开展了一系列专项工作。
1993年6月，陆焕生当选政协天津市第九届委员会副主席。任内常深入基层调查研究，围绕振兴环渤海及加快天津市各项事业发展，为中共天津市委、天津市人民政府提出了不少意见和建议。
1998年，陆焕生离开领导岗位。此后历任天津市慈善协会会长、《慈善》杂志社社长、中国慈善总会副会长、荣誉副会长，积极组织开展对困难学生、残疾人家庭、绝症患者等困难群体的慈善助困活动，直到逝世前依然坚持慈善工作。
2017年8月23日，陆焕生在天津病逝，享年85岁。

## 家庭
- 弟：陆镜生，江苏省南通中学1955届高中毕业生，天津南开大学历史学院教授[3]。